# هيكسفيل (أوهايو)
هيكسفيل (بالإنجليزية: Hicksville, Ohio)‏ هي منطقة سكنية تقع في الولايات المتحدة في مقاطعة ديفيانس. يقدر عدد سكانها بـ 3,581 نسمة ومساحتها 6.89 كم2 وترتفع عن سطح البحر 232 متر.

## التركيبة السكانية
قام مكتب تعداد الولايات المتحدة بتحديد بيانات التركيبة السكانية لهيكسفيل في تعداد الولايات المتحدة. في ما يلي، التركيبة السكانية حسب تعدادي 2000 و2010.

### تعداد عام 2000
بلغ عدد سكان هيكسفيل 3,649 نسمة بحسب تعداد عام 2000، وبلغ عدد الأسر 1,476 أسرة وعدد العائلات 957 عائلة مقيمة في القرية. في حين سجلت الكثافة السكانية 1,450.4 نسمة لكل ميل مربع (560.0/كم2). وبلغ عدد الوحدات السكنية 1,567 وحدة بمتوسط كثافة قدره 622.8 نسمة لكل ميل مربع (240.5/كم2).
وتوزع التركيب العرقي للقرية بنسبة 96.88% من البيض و 0.33% من الأمريكيين الأصليين و 0.08% من الأمريكيين ذوي الأصول الآسيوية و 0.14% من الأمريكيين الأفارقة و 1.23% من عرقين مختلطين أو أكثر.
بلغ عدد الأسر 1,476 أسرة كانت نسبة 32.9% منها لديها أطفال تحت سن الثامنة عشر تعيش معهم، وبلغت نسبة الأزواج القاطنين مع بعضهم البعض 49.9% من أصل المجموع الكلي للأسر، ونسبة 10.4% من الأسر كان لديها معيلات من الإناث دون وجود شريك، وكانت نسبة 35.1% من غير العائلات. تألفت نسبة 29.9% من أصل جميع الأسر من أفراد ونسبة 13.5% كانوا يعيش معهم شخص وحيد يبلغ من العمر 65 عاماً فما فوق. وبلغ متوسط حجم الأسرة المعيشية 3.03، أما متوسط حجم العائلات فبلغ 2.43.
بلغ العمر الوسطي للسكان 35 عاماً. وكانت نسبة 27.3% من القاطنين تحت سن الثامنة عشر، وكانت نسبة 8.7% بين الثامنة عشر والأربعة وعشرون عاماً، ونسبة 28.3% كانت واقعةً في الفئة العمرية ما بين الخامسة والعشرون حتى والأربعة وأربعون عاماً، ونسبة 19.8% كانت ما بين الخامسة والأربعون حتى الرابعة والستون، ونسبة 15.9% كانت ضمن فئة الخامسة والستون عاماً فما فوق. يوجد لكل 100 أنثى 88.8 ذكر، ويوجد لكل 100 أنثى في الثامنة عشر من عمرها فما فوق 88.2 ذكر.
بلغ متوسط دخل الأسرة في القرية 39,459 دولار، أما متوسط دخل العائلة فبلغ 43,571 دولار. وكان متوسط دخل الذكور 32,066 دولار مقابل 22,413 دولار للإناث. وسجل دخل الفرد الخاص بالقرية 1,385 دولار. وكانت نسبة 2.1% من العائلات ونسبة 3.2% من السكان تحت خط الفقر، وكان من هؤلاء نسبة 2.7% تحت سن الثامنة عشر ونسبة 1.9% في الخامسة والستين من العمر وما فوق.

### تعداد عام 2010
بلغ عدد سكان هيكسفيل 3,581 نسمة بحسب تعداد عام 2010، وبلغ عدد الأسر 1,432 أسرة وعدد العائلات 946 عائلة مقيمة في القرية. في حين سجلت الكثافة السكانية 1,346.2 نسمة لكل ميل مربع (519.8/كم2). وبلغ عدد الوحدات السكنية 1,571 وحدة بمتوسط كثافة قدره 590.6 لكل ميل مربع (228.0/كم2).
وتوزع التركيب العرقي للقرية بنسبة 94.9% من البيض و 0.3% من الأمريكيين الأصليين و 0.4% من الأمريكيين ذوي الأصول الآسيوية و 0.3% من الأمريكيين الأفارقة و 2.0% من عرقين مختلطين أو أكثر.
بلغ عدد الأسر 1,432 أسرة كانت نسبة 34.1% منها لديها أطفال تحت سن الثامنة عشر تعيش معهم، وبلغت نسبة الأزواج القاطنين مع بعضهم البعض 45.7% من أصل المجموع الكلي للأسر، ونسبة 14.6% من الأسر كان لديها معيلات من الإناث دون وجود شريك، بينما كانت نسبة 5.7% من الأسر لديها معيلون من الذكور دون وجود شريكة وكانت نسبة 33.9% من غير العائلات. تألفت نسبة 29.8% من أصل جميع الأسر من أفراد ونسبة 12.2% كانوا يعيش معهم شخص وحيد يبلغ من العمر 65 عاماً فما فوق. وبلغ متوسط حجم الأسرة المعيشية 3.01، أما متوسط حجم العائلات فبلغ 2.47.
بلغ العمر الوسطي للسكان 36.9 عاماً. وكانت نسبة 26% من القاطنين تحت سن الثامنة عشر، وكانت نسبة 9.2% بين الثامنة عشر والأربعة وعشرون عاماً، ونسبة 24.6% كانت واقعةً في الفئة العمرية ما بين الخامسة والعشرون حتى والأربعة وأربعون عاماً، ونسبة 24% كانت ما بين الخامسة والأربعون حتى الرابعة والستون، ونسبة 16% كانت ضمن فئة الخامسة والستون عاماً فما فوق. وتوزع التركيب الجنسي للسكان بنسبة 48.1% ذكور و51.9% إناث.